# Liste der Monuments historiques in Saint-Denis (Seine-Saint-Denis)
Die Liste der Monuments historiques in Saint-Denis (Seine-Saint-Denis) führt die Monuments historiques in der französischen Gemeinde Saint-Denis auf.

## Liste der Bauwerke
| Bezeichnung                               | Beschreibung | Standort                                                             | Kennzeichnung | Schutzstatus   | Datum     | Bild           |
| ----------------------------------------- | ------------ | -------------------------------------------------------------------- | ------------- | -------------- | --------- | -------------- |
| Kathedrale von Saint-Denis                |              | (Lage)                                                               | PA00079952    | Classé         | 1862 1926 | weitere Bilder |
| Ursulinenkloster                          |              | 16-16bis-16ter, rue des Ursulines (Lage)                             | PA00079954    | Classé         | 1986      | weitere Bilder |
| Dépôt de La Plaine                        |              | 17, Rue du Bailly (Lage)                                             | PA93000017    | Inscrit        | 2004      | weitere Bilder |
| Kirche Saint-Denis-de-l’Estrée            |              | Boulevard Jules-Guesde (Lage)                                        | PA00079955    | Classé Inscrit | 1981      | weitere Bilder |
| Kirche Trois-Patrons                      |              | (Lage)                                                               | PA00079956    | Inscrit        | 1952      | weitere Bilder |
| Wohnhaus                                  |              | 10, rue de Strasbourg (Lage)                                         | PA00079957    | Inscrit        | 1947      |                |
| Wohnhaus                                  |              | 15, rue des Ursulines (Lage)                                         | PA00079958    | Inscrit        | 1984      | weitere Bilder |
| Maison des Arbalétriers                   |              | Cour des Arbalétriers (Lage)                                         | PA00079959    | Inscrit        | 1985      | weitere Bilder |
| Maison d’éducation de la Légion d’honneur |              | (Lage)                                                               | PA00079951    | Classé         | 1927      | weitere Bilder |
| Haus von François Coignet                 |              | 29, boulevard de la Libération (Lage)                                | PA93000010    | Inscrit        | 1998      | weitere Bilder |
| Arbeiterwohnhaus der Fabrik Coignet       |              | 59, rue Charles-Michel (Lage)                                        | PA93000012    | Inscrit        | 1998      | weitere Bilder |
| Maison des Masques                        |              | 46, rue de la Boulangerie (Lage)                                     | PA93000022    | Inscrit        | 2006      | weitere Bilder |
| Kunst- und Geschichtsmuseum               |              | Rue Gabriel-Péri 44–46 rue de la Légion-d’Honneur Rue de Toul (Lage) | PA00079953    | Classé Inscrit | 1978      | weitere Bilder |
| Pavillon der Fabrik Coignet               |              | Rue Charles-Michel (Lage)                                            | PA93000011    | Inscrit        | 1998      | weitere Bilder |
| Zentralapotheke                           |              | 379, avenue du Président-Wilson (Lage)                               | PA00133017    | Inscrit        | 1994      |                |
| Ehemaliger Sitz der Zeitung Humanité      |              | 32, rue Jean-Jaurès Rue de Strasbourg (Lage)                         | PA93000025    | Inscrit        | 2007      |                |
| Fabrik Christofle                         |              | 112, rue Ambroise-Croizat (Lage)                                     | PA93000026    | Inscrit        | 2007      | weitere Bilder |

## Liste der Objekte
- Monuments historiques (Objekte) in Saint-Denis (Seine-Saint-Denis) in der Base Palissy des französischen Kultusministeriums